# امیرآباد کرد
امیرآباد کرد، روستایی از توابع بخش شرا شهرستان همدان در استان همدان ایران است.

## جمعیت
این روستا در دهستان جیحون دشت قرار دارد و براساس سرشماری مرکز آمار ایران در سال ۱۳۸۵، جمعیت آن ۳۳۲ نفر (۸۰خانوار) بوده است. این روستا دارای یک قنات قدیمی می‌باشد که ازسمت روستای هیزج جریان دارد. وبه جهت آبیاری باغات وکشاورزی استفاده می‌شود.
درسالهای نه چندان دور از آب این قنات جهت شرب استفاده می‌کردند. کماکان تعدادی ازاهالی روستا به استفاده از آب قنات جهت مصرف خانگی همت دارند.